# الانتخابات التشريعية اليونانية يناير 2015
الانتخابات البرلمانية اليونانية 2015 هي الانتخابات البرلمانية التي عُقدت في 25 يناير 2015 , و ذلك لانتخاب ممثليهم ال 300 بالبرلمان اليوناني. عقدت الانتخابات قبل موعدها المحدد وذلك بعد فشل البرلمان اليوناني من انتخاب رئيس جديد للبلاد في 29 ديسمبر 2014. كان قد فاز بالانتخابات حزب ائتلاف اليسار الراديكالي (سيريزا) ب 149 مقعدا من جملة 300 مقعد.